# Lei dos cossenos
A lei dos cossenos é uma parte da generalização do Teorema de Pitágoras, que pode ser utilizada em situações envolvendo qualquer triângulo, isto é, não necessariamente restritas a triângulos retângulos. Em um triângulo ABC qualquer, para lados opostos aos ângulos internos {\displaystyle {\widehat {A}},{\widehat {B}}} e {\displaystyle {\widehat {C}},} com medidas respectivamente {\displaystyle a,b} e {\displaystyle c,} valem as relações:
{\displaystyle a^{2}=b^{2}+c^{2}-2b\cdot c\cdot cos{\widehat {A}}\,\!}
{\displaystyle b^{2}=a^{2}+c^{2}-2a\cdot c\cdot cos{\widehat {B}}\,\!}
{\displaystyle c^{2}=a^{2}+b^{2}-2a\cdot b\cdot cos{\widehat {C}}\,\!}

## Demonstração
A seguir algumas maneiras de demonstrar a lei dos cossenos:

### Forma Geométrica
Considerando a figura, podemos observar 3 triângulos:
{\displaystyle ABC,BCD,BAD\,\!}.
Destes, pode-se extrair as seguintes relações:
{\displaystyle b=n+m\,\!}
e
{\displaystyle m=c\cdot cos{\widehat {A}}\,\!}.
Usando o Teorema de Pitágoras para obter uma relação entre os lados dos triângulos, temos para BCD:
{\displaystyle a^{2}=n^{2}+h^{2}\,\!}
e para BAD:
{\displaystyle c^{2}=m^{2}+h^{2}\,\!}
Substituindo:
{\displaystyle n=b-m\,\!}
e
{\displaystyle h^{2}=c^{2}-m^{2}\,\!}
em
{\displaystyle a^{2}=n^{2}+h^{2}\,\!}
teremos:
{\displaystyle a^{2}=(b-m)^{2}+c^{2}-m^{2}\,\!}
{\displaystyle a^{2}=b^{2}-2b\cdot m+m^{2}+c^{2}-m^{2}\,\!}
{\displaystyle a^{2}=b^{2}+c^{2}-2b\cdot m\,\!}
Entretanto, pode-se substituir a relação {\displaystyle m=c\cdot cos{\widehat {A}}\,\!}, do triângulo {\displaystyle BAD\,\!}, na equação acima. Dessa maneira, encontra-se uma expressão geral da Lei dos cossenos:
{\displaystyle a^{2}=b^{2}+c^{2}-2b\cdot c\cdot cos{\widehat {A}}\,\!}
Da mesma forma, pode-se demonstrar as demais relações:
{\displaystyle b^{2}=a^{2}+c^{2}-2a\cdot c\cdot cos{\widehat {B}}\,\!}
{\displaystyle c^{2}=a^{2}+b^{2}-2a\cdot b\cdot cos{\widehat {C}}\,\!}

### Forma Vetorial
Outro modo de demonstrar é usando geometria analítica com vetores: definimos um vetor {\displaystyle {\vec {a}}} como sendo igual a {\displaystyle {\vec {b}}-{\vec {c}}} temos um triângulo formado pela soma {\displaystyle {\vec {a}}+{\vec {c}}} e o resultante {\displaystyle {\vec {b}}}. Sabendo que {\displaystyle u^{2}=\|{\vec {u}}\|^{2}} e {\displaystyle {\vec {u}}\cdot {\vec {v}}=\|{\vec {u}}\|\cdot \|{\vec {v}}\|\cdot cos(\theta )} sendo {\displaystyle \theta } o ângulo entre os vetores {\displaystyle {\vec {u}}} e {\displaystyle {\vec {v}}} temos o seguinte desenvolvimento:
{\displaystyle {\vec {a}}={\vec {b}}-{\vec {c}}}
{\displaystyle {\vec {a}}^{2}=\|{\vec {a}}\|^{2}=\|({\vec {b}}-{\vec {c}})\|^{2}}
{\displaystyle \|{\vec {a}}\|^{2}=({\vec {b}}-{\vec {c}})\cdot ({\vec {b}}-{\vec {c}})}
{\displaystyle \|{\vec {a}}\|^{2}=\|{\vec {b}}\|^{2}+\|{\vec {c}}\|^{2}-2{\vec {b}}\cdot {\vec {c}}}

Triângulo formado por vetores

A lei dos cossenos, formulada nesta notação, pode ser escrita como:
{\displaystyle {\begin{aligned}\Vert {\vec {a}}\Vert ^{2}&=\Vert {\vec {b}}\Vert ^{2}+\Vert {\vec {c}}\Vert ^{2}-2\Vert {\vec {b}}\Vert \Vert {\vec {c}}\Vert \cos \theta \\\Vert {\vec {b}}-{\vec {c}}\Vert ^{2}&=\Vert {\vec {b}}\Vert ^{2}+\Vert {\vec {c}}\Vert ^{2}-2\Vert {\vec {b}}\Vert \Vert {\vec {c}}\Vert \cos \theta \\2\Vert {\vec {b}}\Vert \Vert {\vec {c}}\Vert \cos \theta &=\Vert {\vec {b}}\Vert ^{2}+\Vert {\vec {c}}\Vert ^{2}-\Vert {\vec {b}}-{\vec {c}}\Vert ^{2}\\\Vert {\vec {b}}\Vert \Vert {\vec {c}}\Vert \cos \theta &={\frac {\Vert {\vec {b}}\Vert ^{2}+\Vert {\vec {c}}\Vert ^{2}-(\Vert {\vec {b}}\Vert ^{2}-2{\vec {b}}\cdot {\vec {c}}+\Vert {\vec {c}}\Vert ^{2})}{2}}\\\Vert {\vec {b}}\Vert \Vert {\vec {c}}\Vert \cos \theta &={\vec {b}}\cdot {\vec {c}}\\\end{aligned}}}
Que é claramente equivalente à fórmula acima derivada da teoria dos vetores.
Já que {\displaystyle \theta } é o ângulo formado entre os vetores {\displaystyle {\vec {b}}} e {\displaystyle {\vec {c}}} e considerando que o ponto da origem de {\displaystyle {\vec {b}}} é o mesmo da origem de {\displaystyle {\vec {c}}}, dizemos que esse ponto é A, pois é oposto ao vetor {\displaystyle {\vec {a}}}, logo formando um ângulo {\displaystyle {\widehat {A}}}.

### Forma Matricial

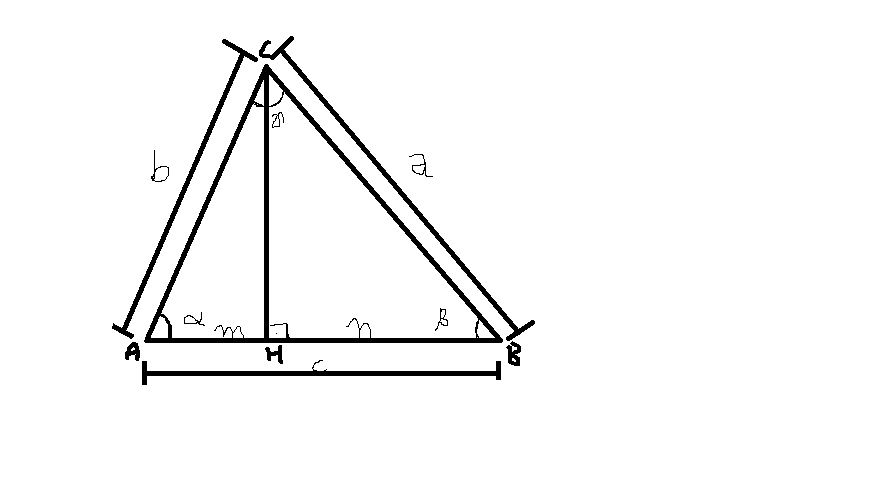
Lei dos Cossenos

Da figura, podemos deduzir, a partir da definição de cosseno, as seguintes relações:
{\displaystyle \cos \alpha ={\frac {m}{b}}\to m=b\cos \alpha }
{\displaystyle \cos \beta ={\frac {n}{a}}\to n=a\cos \beta }
Somando as duas equações, como {\displaystyle m+n=c}, obtêm-se a relação:
{\displaystyle c=b\cos \alpha +a\cos \beta } . Se fossem traçadas as alturas respectivas a cada lado do triângulo, teríam-se:
{\displaystyle a=b\cos \gamma +c\cos \beta }
{\displaystyle b=a\cos \gamma +c\cos \alpha }
{\displaystyle c=b\cos \alpha +a\cos \beta }
Que consistem em um Sistema Linear, cuja solução pode ser dada pela Regra de Cramer, para tanto, temos:
Matriz dos Coeficientes (M): {\displaystyle M={\begin{bmatrix}0&c&b\\c&0&a\\b&a&0\end{bmatrix}}}
Matriz não Alterada na Coluna da Varíavel {\displaystyle \cos \alpha } (X): {\displaystyle X={\begin{bmatrix}a&c&b\\b&0&a\\c&a&0\end{bmatrix}}}
Assim, é válida a igualdade {\displaystyle \cos \alpha ={\frac {det[X]}{det[M]}}}
e, portanto:
{\displaystyle \cos \alpha } = {\displaystyle {a(-a^{2}+b^{2}+c^{2}) \over 2abc}\to a^{2}=b^{2}+c^{2}-2bc\cdot \cos \alpha }
e, analogamente:
{\displaystyle b^{2}=a^{2}+c^{2}-2ac\cdot \cos \beta }
{\displaystyle c^{2}=a^{2}+b^{2}-2ab\cdot \cos \gamma }